# Synonyme (taxinomie)
Pour les articles homonymes, voir Synonymie.

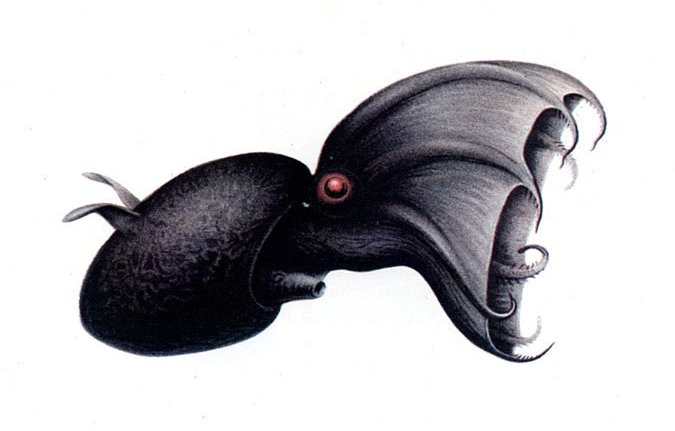
Le vampire des abysses Vampyroteuthis infernalis Chun, 1903
admet de nombreux synonymes :
• Cirroteuthis macrope Berry, 1911
• Vampyroteuthis macrope Berry, 1911
• Melanoteuthis lucens Joubin, 1912
• Watasella nigra Sasaki, 1920
• Danateuthis schmidti Joubin, 1929
• Hansenoteuthis lucens Joubin, 1929
• Melanoteuthis schmidt Joubin, 1929
• Melanoteuthis beebei Robson, 1929
• Retroteuthis pacifica Joubin, 1929
• Melanoteuthis anderseni Joubin, 1931.

Dans la nomenclature scientifique du monde vivant, les synonymes sont des noms scientifiques différents pour désigner un même taxon. Ils sont la conséquence des remaniements, parfois très nombreux, apportés par les scientifiques à la classification scientifique des espèces (genres fusionnés, sous-espèces promues au rang d'espèce, doublons, coquilles, etc.). Les autorités, dates et éléments de typographie associés sont indispensables à prendre en compte pour éviter les confusions et leur interprétation varie selon les codes de nomenclature.
Le nom scientifique validé en dernier n'est pas forcément celui qui a été publié le plus récemment. Par exemple Hyperolius viridiflavus admet de nombreux synonymes, dont les derniers sont postérieurs à 1970, alors que le nom valide est « Hyperolius viridiflavus (Duméril and Bibron, 1841) ».

## Utilisation
La liste de synonymes permet de conserver une traçabilité dans le temps, depuis le nom donné à l'origine (le basionyme ou protonyme), jusqu'au dernier taxon valide, y compris les doublons involontaires. Elle permet de s'assurer notamment que l'on parle bien d'une même espèce quel que soit l'ouvrage, même très ancien, et cela malgré les corrections fréquentes apportées à la classification et aux taxons.

## Règles nomenclaturales
Les règles nomenclaturales, fixées notamment par le Code international de nomenclature pour les algues, les champignons et les plantes et le Code international de nomenclature zoologique, sont sensiblement différentes d'une discipline à l'autre,. On consultera l'article Basionyme, ainsi que les deux sections suivantes, concernant les animaux et les plantes.

## Synonymes en zoologie
En zoologie, on parle de synonymes quand plusieurs noms scientifiques s'appliquent au même taxon. Tous les noms de ce taxon (le nom valide inclus) sont des synonymes. Cela peut avoir deux causes :
- soit deux (ou plusieurs) systématiciens ont créé des noms différents pour désigner le même taxon (le second n'ayant pas connaissance des travaux du premier), ou ils ont publié séparément mais quasi-simultanément des taxons homotypiques sous des noms différents ;
- soit leurs deux taxons (ou plus) ont été ultérieurement "synonymisés" par la communauté scientifique.

Dans le premier cas, on parle d'un « synonyme objectif » (dont la synonymie est fondée sur le même type porte-nom), dans le second, d'un « synonyme subjectif » (dont la synonymie ne résulte que d'une opinion taxonomique personnelle).
On utilise alors la règle de priorité. En principe, seul le premier nom disponible, le « synonyme plus ancien » (senior synonym en anglais), sera reconnu comme le nom scientifique officiel (noté en latin nomen validum abrégé en « nom. val. », c'est-à-dire nom valide), l'autre devenant le « synonyme plus récent » (junior synonym en anglais), un synonyme superflu (dit « nom. non val. » ou « inval. » - abréviation de nomen invalidum, nom invalide - suivi du numéro de l'article du code invalidant, et éventuellement du motif, en clair, de l'invalidation). Un nom qui n'est pas utilisé peut être déclaré nomen oblitum, qui en latin signifie nom oublié : ce nom n'est pas considéré pour la priorité.
Enfin, un nom non prioritaire au regard de sa date de publication peut parfois faire l'objet d'une mesure de conservation, votée par la Commission internationale de nomenclature zoologique, notamment lorsque ce nom est passé dans l'usage.
 Exemple de synonyme zoologique :
- Le cheval de Przewalski a trois noms synonymes qui diffèrent selon que le processus de spéciation est considéré comme abouti ou non.
  - Equus przewalskii : élevant le cheval de Przewalski au rang d'espèce à part entière du genre Equus ;
  - Equus ferus przewalskii : si on le considère comme une sous-espèce du Cheval sauvage (Equus ferus) ;
  - Equus caballus przewalskii : si on le considère comme une sous-espèce du Cheval domestique (Equus caballus) .
- L'espèce de poissons « Rasbora heteromorpha Duncker, 1904 » a été recombinée en 1999 dans le genre Trigonostigma à l'occasion d'une révision de la classification des Cyprinidés d'Asie du Sud-Est[7], c'est devenu un synonyme de « Trigonostigma heteromorpha (Duncker, 1904) »[8]:
  - Rasbora heteromorpha Duncker, 1904 sur la base taxonomique ITIS[9] :
    - Taxonomic Status: =  invalid - original name/combination
    - Valid Name: = Trigonostigma heteromorpha (Duncker, 1904)

  - Trigonostigma heteromorpha (Duncker, 1904) sur la base taxonomique ITIS[10] :
    - Taxonomic Status: =  valid 
    - Synonym(s): = Rasbora heteromorpha Duncker, 1904

Dans le nouveau nom, le nom de l'auteur a été mis entre parenthèses pour préciser que, depuis l'identification originale de Duncker, le nom a été changé.

## Synonymes en botanique et mycologie

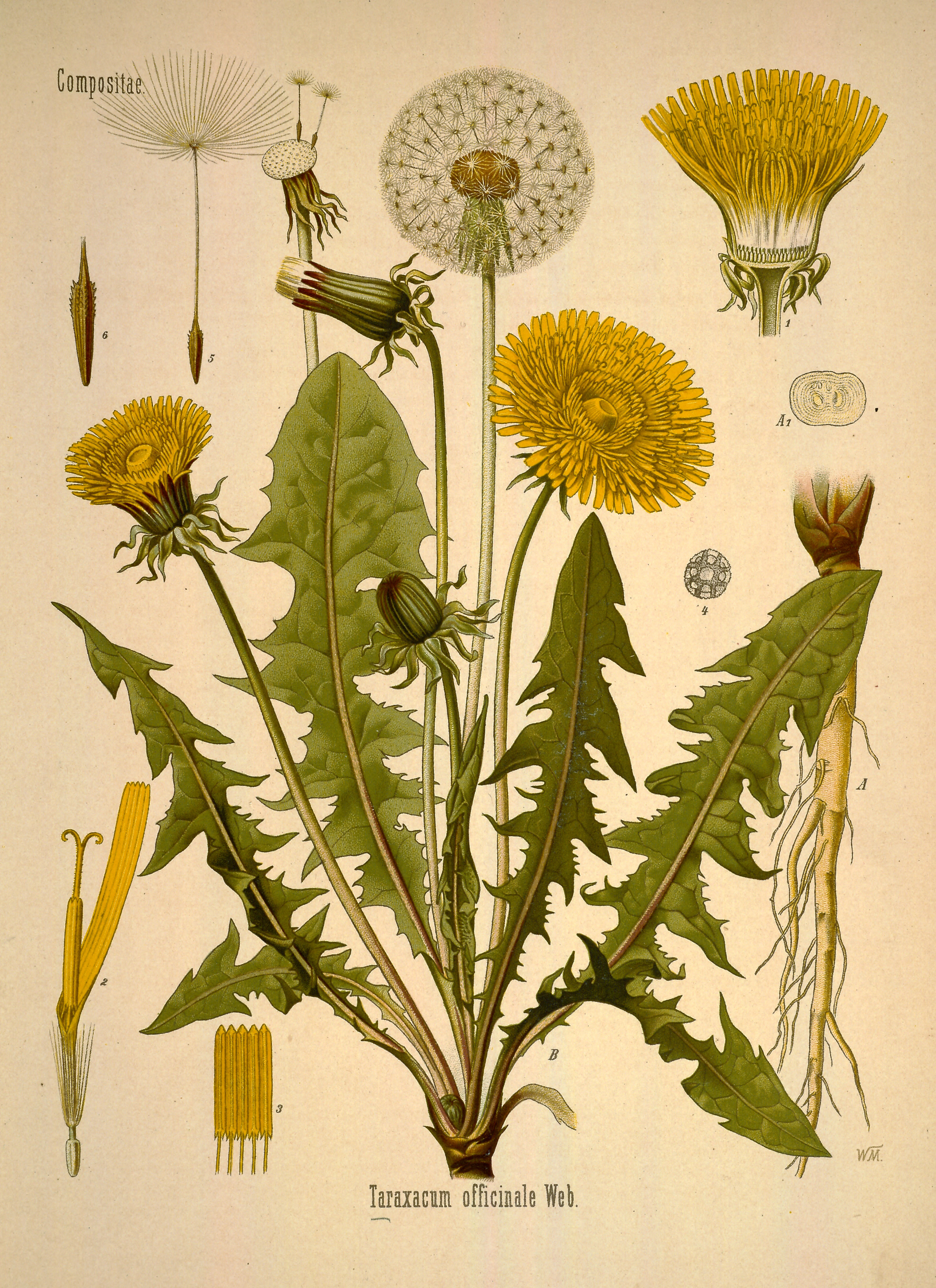
Taraxacum officinale (pissenlit).

En nomenclature botanique, un synonyme est un nom latin différent pour désigner un même taxon botanique ou mycologique. C'est-à-dire que tous les noms scientifiques autres que le nom correct, désignant une même algue, une même plante ou un même champignon sont des synonymes.
On distingue en botanique et en mycologie deux catégories de synonymes :
- Les « synonymes nomenclaturaux » (ou homotypiques), qui ont un même type nomenclatural et que l'on peut noter à l'aide du symbole « ≡ » (triple signe égal), qui signifie « identique à ».
- Les « synonymes taxinomiques » (ou hétérotypiques) qui ne font pas référence à un seul et unique type nomenclatural, et que l'on notera simplement à l'aide du symbole « = » (signe égal).

### Synonymes nomenclaturaux en botanique et mycologie
Les synonymes nomenclaturaux (dits aussi « obligatoires » ou homotypiques), ont le même type. Cela signifie que le matériel de typification (le spécimen conservé en herbier ou tout autre élément de référence désigné) auxquels ces différents noms de taxons se réfèrent, est identique.
- La plupart des synonymes nomenclaturaux sont des combinaisons issues d'un même basionyme. Cela se produit à la suite d'un transfert dans un autre genre ou à un autre rang taxinomique. L'épithète spécifique est alors identique (seule la terminaison latine peut varier pour respecter l'accord avec le nom du genre). Par exemple :
  - Albizia falcataria (L.) Fosberg ≡ Paraserianthes falcataria (L.) I.C. Nielsen.
  - Polygonum lapathifolium L. ≡ Persicaria lapathifolia (L.) Delarbre
- Parfois, dans le cadre d'une recombinaison, une autre espèce portait déjà la même épithète dans le nouveau genre, une nouvelle épithète spécifique doit alors être attribuée à l'espèce transférée.
- D'autres synonymes sont des noms nouveaux (nomina nova). Leur épithète peut donc être quelconque. Par exemple : Leontodon taraxacum L. (1753) ≡ Taraxacum officinale F.H. Wigg. (1780).

Le nom Taraxacum officinale est un synonyme nomenclatural de Leontodon taraxacum. Ces deux noms, bien que rapportés à des genres différents, ont le même type et correspondent à un seul et même taxon. Une épithète ne peut répéter le nom du Genre avec lequel elle est combinée ; les tautonymes comme Taraxacum taraxacum ne sont pas acceptés.

### Synonymes taxinomiques en botanique et mycologie
Les synonymes taxinomiques (dits aussi « facultatifs » ou hétérotypiques) ont des types différents. Par exemple, selon la systématique phylogénétique (classification APG II (2003)), le nom de famille Capparaceae est traité en synonyme taxinomique du nom de famille Brassicaceae. De telles synonymies sont dues à une différence de sensibilité individuelle entre les différents taxinomistes quant à la circonscription de l'espèce, et selon l'importance accordée par l'auteur à certains caractères, ou encore due à la différence de méthode utilisée, comme dans l'exemple ci-dessus. C'est pourquoi elle est dite « facultative », car elle peut toujours être remise en question. Pour l'exemple donné ci-dessus : Capparaceae = Brassicaceae.

### Abréviations botaniques conventionnelles
Les abréviations correspondantes les plus usitées pour ces deux catégories de synonymes sont « syn. nomencl. » et « syn. tax. », lesquelles sont souvent remplacées, notamment dans le Code et les études taxinomiques, par les notations symboliques, ≡ (« identique à ») et = (signe égal).